# Tomer Gardi

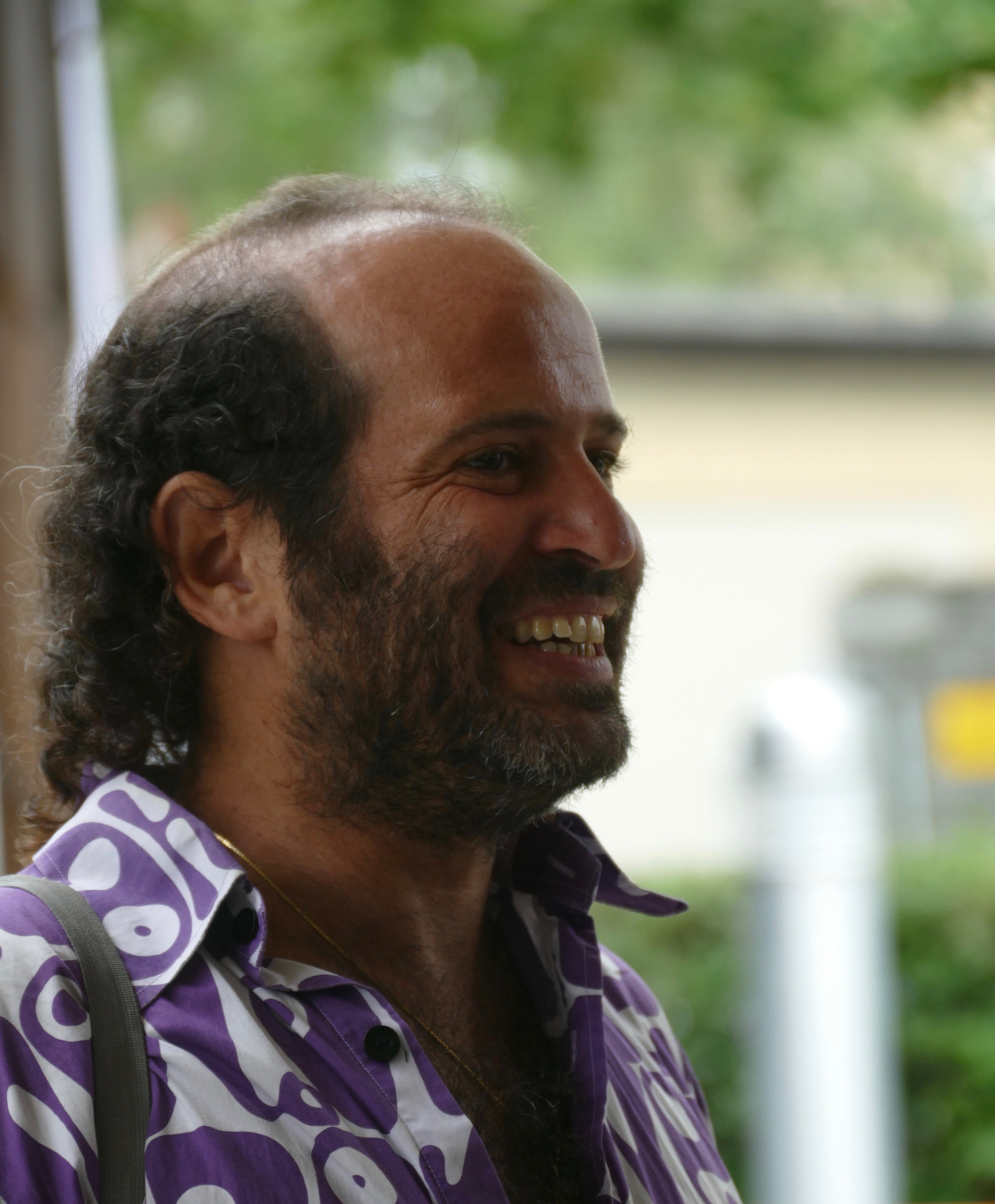
Tomer Gardi

Tomer Gardi (ur. 1974 w Dan) – izraelsko-niemiecki pisarz.

## Życie i twórczość
Tomer Gardi urodził się w 1974 roku w Dan i mieszkał w Tel Awiwie. Jako dwunastolatek przeprowadził się wraz z rodzicami i bratem na trzy lata do Wiednia, gdzie uczęszczał do amerykańskiej szkoły. Jego ówczesne umiejętności języka niemieckiego Gardi uznawał jako "ustnie dobre", ponieważ uczył się języka ze słuchu i z mowy a nie z pisania i czytania. Studiował literaturę i pedagogikę w Jeruzalem, Berlinie i Beer Szewie. Był wydawcą czasopisma "Sedek: A Journal on the Ongoing Nakba" i towarzyszącą serię książek. Czasopismo jest projektem izraelsko-żydowskiej inicjatywy Zochrot, która zajmuje się wypędzeniem Palestyńczyków.
Jego pierwsza książka "Stein, Papier: Eine Spurensuche in Galiläa" ukazała się w 2011 roku po hebrajsku i w 2013 po niemiecku przez wydawnictwo Rotpunktverlag. W powieści autor zajmuje się historią Kibbuz, w którym dorastał.Druga książka "Broken German", którą Gardi napisał przetkaną licznymi błędami, ale zrozumiałą w języku niemieckim, pojawiła się w 2016 roku w Droschl. Tom zawiera rozdziały, które Gardi zaprezentował podczas rozdania Nagrody im. Ingeborgi Bachmann w 2016. Jury dyskutowało, czy tekst, który nie jest językowo poprawny, jest w ogóle dopuszczalny. Krytyczka literacka Bayerisches Rundfunk, Cornelia Zetzsche uznała, że ten interesujący tekst konkursu był kapitulacją przed najbardziej wzruszającą, najbardziej ryzykowną i najbardziej zrównoważoną historią tych trzech dni czytania.Tam gdzie awangardyści kombinują nad różnorodnością języka, język Gardiego jest wspaniały i zabawnie twórczy. W "Broken German" napisał Gardi "coś bardzo udanego", uznał Alex Rühle w Süddeutsche Zeitung, "(...) powieść to skarb (...) unikalna książka".
W wywiadzie dla gazety Die Welt Tomer Gardi wyjaśnia: "Zabrałem swój język zewsząd. Kiedy jest się w Berlinie, słyszy się wiele sposobów mówienia. Każdemu należy zezwolić na pisanie po niemiecku".

### Publikacje
- Stein, Papier: Eine Spurensuche in Galiläa. Übersetzung Markus Lemke. Rotpunktverlag, Zürich, 2013, ISBN 978-3858695567
- Broken German. Droschl-Verlag, München, 2016, ISBN 978-3854209799

### Adaptacje teatralne
- Broken German am Schauspielhaus Graz, Premiera 2017, Reżyseria: Dominic Friedel

### Adaptacje słuchowiska
- Broken German, Reżyseria: Noam Brusilovsky, SWR 2017 (Deutscher Hörspielpreis der ARD 2017)

### Wyróżnienia
- Tomer Gardi był dwukrotnym stypendystą Styrian Artist in Residence, Graz.
- Gardi był kandydatem w 2016 roku na zaproszenie Klausa Kastbergera podczas Nagrody im. Ingeborgi Bachmann. Przeczytał tekst z błędami w języku niemieckim, bez tytułu o bezimiennym pierwszoosobowym narratorze, jego matce i pomieszaniu bagażu na lotnisku[4].

## Literatura
- Hannah Lühmann: Kafka wäre der bessere Chef, wywiad, w: Literarische Welt, 13. August 2016, str. 1